# Volkswagen Polo Mk6
A șasea generație de Polo a fost prezentată pentru prima dată la Berlin pe 16 iunie 2017 și lansată la sfârșitul anului 2017. Bazat pe platforma Volkswagen Group MQB A0, aduce îmbunătățiri la spațiul interior, la motoare și la tehnologie. Este prima generație de Polo care nu este disponibilă cu 3 uși, pentru a reduce costurile.